# Чехов у Ялті (комедія)
Чехов у Ялті (Перм, Театр-Театр, 2010 р.) — ексцентрична і фантазійна комедія, створена драматургами Джоном Драйвером та Джеффрі Хеддоу зі Сполучених Штатів, про перебування Чехова у місті Ялта та відвідини його акторами і діячами Художнього театра. Переклад на російську — Дмитро Лебедєв.

## Постановники
- Володимир Гурфинкель, петербурзький театральний режисер
- Ірена Ярутіс, костюми, реквізит, кругла сцена з тирсою, відсутність мальованих декорацій
- Галі Абайдулова, хореографія

## Акторський склад
- Олег Виходов — Антон Павлович Чехов, письменник, хворий на сухоти[2]
- Барашкова Євгенія — Марія Чехова, сестра письменника і його диктатор[2]
- Максимкіна Ірина — Ольга Кніппер, актриса Московського Художнього театра, кохана А. Чехова[2]
- Чуднов М. — Станіславський Костянтин Сергійович, театралний режисер і актор[2]
- Сирчікова Анна — Ліліна, актриса Московського Художнього театра[2]
- Семериков С.— Володимир Немирович-Данченко, помічник Станіславського[2]
- — Максим Горький, письменник, хворий на сухоти
- Дмитро Васєв — Іван Бунін, маловизнаний молодий письменник[2]
- Полигалова Марія — Фьокла, комічна служанка в домі Чехових[2]
- актори театра, міми, рибалки

## Дещо про сюжет
Додатковою назвою вистави є «історія визиту, якого не було». Головна подія вистави — відвідини хворого на сухоти Чехова у Ялті діячами і акторами Московського художнього театра.
Серед головних персонажів вистави, звичайно, Антон Чехов доби, коли він створював п'єсу «Три сестри».
За сюжетом — нову п'єсу намагалась отримати акторка Віра Коміссаржевська, її візит до Чехова передував візиту акторів Художнього театра. Коміссаржевська (за вигаданим сюжетом) припустилася до флірту і інтрижки з письменником, але нову п'єсу так і не отримала, бо Чехов запланував віддати її столичний Александрінський театр.
Галаслива юрба вломилася в садибку Чехова, що було неперелюбки для сестри письменника, Марії Чехової, економки і диктатора, що не має власної родини і навіть коханця, зате активно живе чужими життями. Передусім це постійне і набридливе втручання у життя брата під маскою клопоту за нього та оберігання його поруйнованого здоров'я. Марія поводить себе так, що тільки вона знає, що потрібно Антону, ревно оберігаючи своє місце найближчої особи при письменникові. Це помічають усі, але реагують по різному: одні вістороненно, актиса Ольга Кніппер — з гумором і прихованим бажанням покепкувати над простуватою, жадібною та малосвідомою особою. І она це робить, кепкує, дивуючись на незграбність Марії.
У виставі було чимало моментів, що вдало обіграні комедійно — кепкування акторки над Марією, ділові розмови Станіславського з Неморовичем, що закінчилися метушнею по сцені, бійкою, репетиція
сцени з вистави, котру провів із служанкою Фьоклою слабкий до жінок Станіславський. Аби виманити у Чехова нову п'єсу, Станіславський (за вигаданим сюжетом) влаштував святкування з дарунком письменникові його портрета та вивстави у виставі.

## Ексентрика, клоунада, пантоміма
Постановники вистави ризикнули поставити її на цирковій, круглій сцені, практично з усіх боків відкритої до публіки. Сценічних мальованих декорацій не було взагалі. Найбільше, що було дозволене акторам, це бігати по колу і використовуючи клоунаду, пантоміту, звукові ефекти, провокувати свідомість глядачів для домальовування реальних речей і сцен в садибі Чехових. Чого варті тільки використання дерев'яних ящиків як набережної, паркових лавок, альтанки, де жінки обговорюють власні секрети і регочуть, як скажені. Дерев'яні ящики були і головним реквізитом у виставі-привітанні Чехова акторами, де були професійно розіграні сцени без слів, лише свистками та пантомімою.
Акторам була надана можливість пограти на сцені у повну силу їх комедійних і драматичних здібностей, показати і театральні штампи, і людські недоліки, і прагнення щастя, котрого ніхто з них так і не досяг. На тлі театральних штампів і перебільшень простотою і щирістю виділялись репліки і думки Анона Чехова, такі помітні на тлі зарозумілості і поз Максима Горького чи театральної нещирості Станіславського. Актори і Станіславський таки зломили волю письменника і автор віддав нову п'єсу керівництву Художнього театра, а це прибутки від вистави, котрих так прагнули (за сюженом) і Станіславський, і Немирович-Данченко.